# Mesonychium littoreum
Mesonychium littoreum là một loài Hymenoptera trong họ Apidae. Loài này được Moure mô tả khoa học năm 1944.